# Adolf Beyer
Adolf Beyer (* 19. August 1869 in Darmstadt; † 19. Juli 1953 ebenda) war ein deutscher Maler und Kunstpolitiker im Nationalsozialismus.

## Leben

Gemälde von Adolf Beyer: Portrait von Dr. med. Otto Leydhecker; Pastell auf Hartfaserplatte (1942)

Adolf Beyer war Sohn des Darmstädter Theatermalers Carl Beyer (1826–1903) und dessen Frau Charlotte, geb. Hertel. Der Vater erkannte früh die Talente seines Sohnes und förderte ihn nach Kräften. Beyer besuchte die Kunstakademie Karlsruhe und die Kunstakademie München. Er wurde insbesondere von Carl von Marr in München beeinflusst. Ab 1898 war er als freier Künstler in Darmstadt tätig. Zusammen mit Ludwig Habich betrieb er ab 1901 eine Mal- und Kunstschule in Darmstadt und war seit 1907 an den Großherzoglichen Lehrateliers für angewandte Kunst (Werkkunstschule) tätig. Im Jahr 1911 wurde ihm der Titel Professor verliehen. Über den Vorsitz, der von ihm 1898 ins Leben gerufenen Freien Vereinigung Darmstädter Künstler erhielt er bestimmenden Einfluss auf die Ausstellungsszene in Darmstadt. Seine Jubiläumsausstellung über Eugen Bracht im Jahr 1912 sorgte weit über die Grenzen Darmstadt hinaus für Aufsehen.

## Weimarer Republik und Nationalsozialismus
Mit Beginn der Weimarer Republik und des Aufkommens eines anderen Kunstgeschmacks, der sich am Expressionismus orientierte, geriet Beyer kunstpolitisch ins Hintertreffen und wandelte sich zum ultrakonservativen und illiberalen Kunstkritiker. Beyer fühlte sich schon in den 1920er Jahren der faschistischen Bewegung verbunden. So zeigte er 1923 den Maler Otto Dix wegen dessen Gemälde Salon II des Verbreitens unzüchtiger Darstellungen an. Diese Anzeige wurde vom Landgericht Darmstadt und der lokalen Kunstszene als Angriff auf die Kunstfreiheit zurückgewiesen. 1931 malte er ein großformatiges Ölgemälde, das Adolf Hitler in kämpferisch-heroischer Pose darstellte. Er gab seinem Werk den Titel Der Führer in der Kampfzeit. Im Zuge der Machtergreifung der Nationalsozialisten wurde dieses von der Regierung des Volksstaates Hessen erworben und erhielt im Staatsministerium einen Ehrenplatz.
Beyer war bekennendes Mitglied der NSDAP und zum 1. Juli 1931 der Partei beigetreten (Mitgliedsnummer 651.557). Eine Stadtverordnetenliste führte Adolf Beyer als Stadtverordneten seit 1933 auf. Von Anfang an hatte er seinen Sitz im gleichgeschalteten Darmstädter Rathaus. In der Zeit des Nationalsozialismus war er Mitglied der Reichskammer der bildenden Künste. Für diese Zeit ist seine Teilnahme an 6 Gruppenausstellungen sicher belegt, darunter 1942 die Große Deutsche Kunstausstellung in München, auf der er drei Ölgemälde zeigte. Als 1934 in Darmstadt die Deutsche Frühjahrsausstellung und 1935 die Kunstschau deutsche Meister stattfand, war Beyer derjenige, der als Verantwortlicher dem völkisch-nationalen Kunstverständnis des NS-Regimes eine breite Öffentlichkeit verschaffte. Der NS-Oberbürgermeister Darmstadts Otto Wamboldt würdigte Beyer im Rahmen des ihm 1943 verliehenen Kulturpreises der Stadt Darmstadt als jemanden, der sich „... nach der nationalsozialistischen Machtergreifung...rückhaltlos zur Erfüllung der kunst- und kulturpolitischen Aufgaben der Stadt zur Verfügung gestellt hat“.
Im Rahmen von Eröffnungsreden verschiedener Kunstausstellungen, unter anderem auch auf der Mathildenhöhe, brachte er sein Verhältnis zur NS-Diktatur immer wieder zum Ausdruck.
Die Einstellung Beyers in der Zeit des Nationalsozialismus wurde nach 1945 zunächst nicht hinterfragt.
Beyer war seit 1904 mit der Malerin Anna Beyer (1867–1922), geb. Becker, verheiratet. Aus der Ehe ging ein Sohn Immo (1907–1976) hervor.
Adolf Beyer wurde auf dem Waldfriedhof Darmstadt (Grabstelle: L 8b 2) bestattet.

## Werk
Beyer malte überwiegend Porträts, Akte, Landschaften und Blumenstücke. Zu seinen Werken zählen unter anderem:
- Unter Tannen (vom Hessischen Landesmuseum Darmstadt erworben)
- Bildnis eines jungen Mannes (Hessisches Landesmuseum Darmstadt)
- Am Brunnen (Hessisches Landesmuseum Darmstadt)
- Mein Vater (Radierung)
- Szene aus Niebergalls Datterich
- Großes Alsterbild
- Am alten Forsthaus
- Blick in die Rheinebene (Städtische Sammlung Darmstadt)
- Das grüne Haarband
- Schauspieler G.
- Bildnis des Malers Carl Beyer
- mehrere Bildnisse des Großherzogs Ernst Ludwig von Hessen (1905, ehemals im Justizgebäude Darmstadt; ein weiteres Monumentalporträt in der Universitäts-Aula Gießen)
- Bildnis des Reichskanzlers A. Hitler (Öl, lebensgroß, ehemals im Innenministerium Darmstadt)

## Ehrungen
- 1943: Kulturpreis der Stadt Darmstadt
- Seit 1973 gibt es in Darmstadt-Arheilgen einen Beyerweg. 2013 hat die Stadt Darmstadt entschieden, den Beyerweg nicht nach Adolf Beyer, sondern nach dessen Vater Carl Beyer zu benennen.